# Cholo
Cholo es un término que se usa en algunos países de América como término de identidad nacional y que generalmente refiere a la población originaria, así como a los mestizos, de rasgos indígenas, mezcla de mestizo e indígena, dejando fuera blancos o criollos, negros, mulatos, zambos y descendientes asiáticos. Esta denominación correspondería al llamado mestizo y pertenece al seguimiento indígena en el sistema de castas colonial.
Debido a diferencias geográficas en su uso, es posible que ocurran interpretaciones erróneas en el habla; por ello es importante conocer el contexto en el cual se emplea este término para atribuirle un significado. En algunos países se usa como término peyorativo debido al racismo o a la pertenencia a grupos de delincuencia organizada.

## Introducción y generalidades

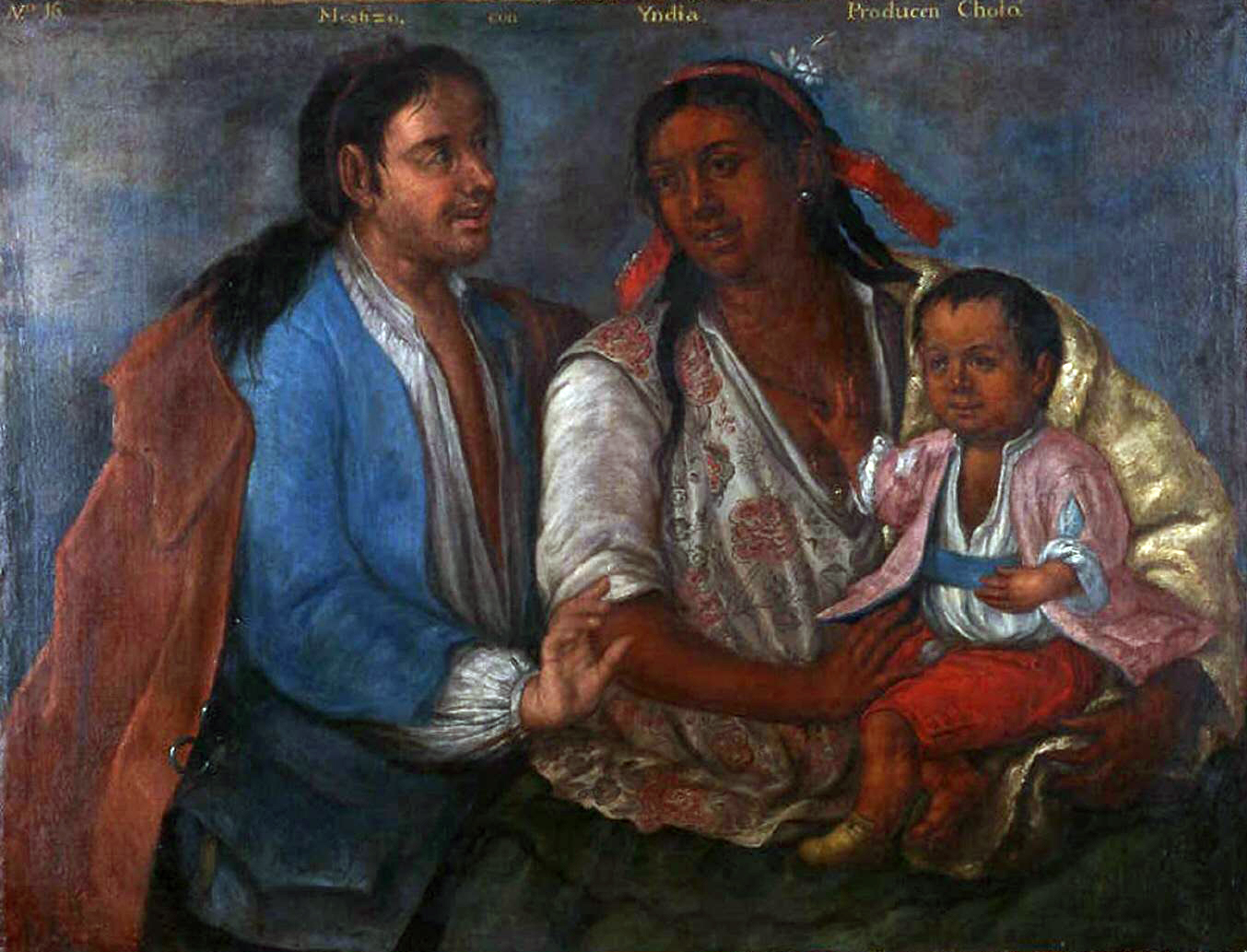
Nº 16. Mestizo con Yndia. Producen Cholo. Pintura de castas atribuida a Cristóbal Lozano y taller, 1771-1776. Museo Nacional de Antropología (Madrid).

Comparándolo con el uso moderno, se concluye que el empleo del término «cholo» estuvo restringido a rótulos raciales.[cita requerida] En un principio, los conquistadores españoles, de origen europeo, y sus descendientes los criollos, también caucasoides (blancos), quienes sometieron a los amerindios por el uso de la fuerza durante la Conquista y la Colonia, se referían a ellos como «indios» y a la población mestiza como «cholos», respectivamente —en aquella época, tenían el apelativo oficial de «siervos libres de la Corona de Castilla»; sin embargo, en la práctica eran semiesclavos y siervos—.
Según otros, no es sino hasta avanzada la Colonia que surgió la denominación «cholo». De cualquier modo, en el siglo XVIII se utilizaba ya en todo el virreinato del Perú para referirse a la población mestiza. Esta denominación persistió durante la República gobernada por criollos descendientes de españoles. En 1892 Ricardo Palma lo usó sin restricciones refiriéndose a los mestizos a quienes consideraban de raza no pura y de «inferior categoría»;[cita requerida] en Ecuador Francisco Murillos Morla definió al «indio de la costa» con la palabra «cholo»,[cita requerida] término usado hasta la actualidad.
La cultura de los cholos (tribu urbana) surgió principalmente en Los Ángeles (California) a finales de la década de 1960 y principios de la de 1970, como parte de un movimiento en contra de la discriminación y en rechazo al modo de vida estadounidense.

## Etimología y origen histórico

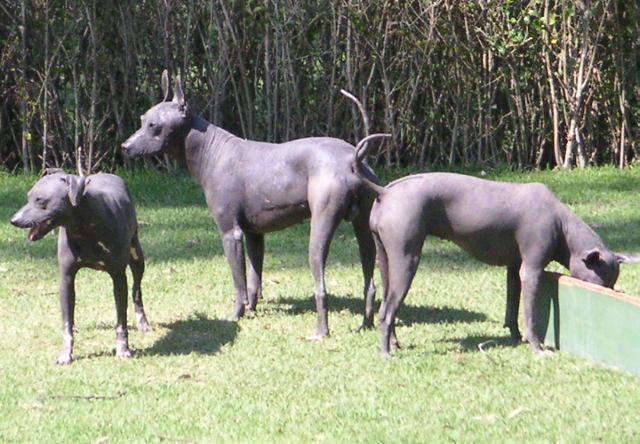
Según el Inca Garcilaso de la Vega, el origen del término provendría del can Xolo «por infamia y vituperio». Actualmente los perros sin pelo son símbolo de identidad nacional en varios países.

La primera referencia del uso del término «cholo» en la lengua española apareció a comienzos del siglo XVII en Los Comentarios Reales de los Incas (1609 y 1616), del escritor peruano Inca Garcilaso de la Vega. En el texto, se lee: «Al hijo de negro y de india, o de indio y de negra, dicen mulato y mulata. A los hijos de estos llaman cholo; es vocablo de la isla de Barlovento; quiere decir perro, no de los castizos, sino de los muy bellacos gozcones; y los españoles usan de él por infamia y vituperio».

### En náhuatl
En su obra Vocabulario en Lengua Castellana y Mexicana (1571), Fray Alonso de Molina refirió que la etimología de la palabra «cholo» o «xolo» provendría del náhuatl y significaría 'esclavo, sirviente o mesero', acepciones cercanas al trato que los españoles tenían hacia los pobladores amerindios.

### En mochica
Según algunos historiadores, la voz «cholo» provendría de un vocablo del mochica, lengua originaria de la costa noroeste del Perú: cholu ('muchacho, joven'). De acuerdo con la historiadora peruana María Rostworowski, los primeros conquistadores españoles ingresaron al Perú por la costa norte, donde «[se encontraron primero con los moches, quienes en su lengua tienen la palabra "cholu", que significa muchacho] Tal vez ellos por llamar a los chicos usaron cholu y de ahí pasó a cholo». Por ello quedó registrado como un temprano mochiquismo del español, con el significado de 'muchacho o muchacha de origen indio'. En Áncash todavía se puede oír la locución quechua allish cholu, que significa 'buen joven' o 'buen hombre'.

### En aimara
La voz provendría del aimara chhulu, 'mestizo'. La estudiosa Bouysse Cassagne ve el origen del término en el idioma aimara, en la palabra chhullu, que designa al producto de la mezcla de animales de diferentes razas. El cronista Felipe Guamán Poma de Ayala en su Nueva crónica y buen gobierno indica que chola es la india que ha roto el orden jerárquico de su grupo racial, viniendo a menos.

### Uso actual
Durante la era virreinal en Hispanoamérica, «cholo» se difundió con el significado de 'mestizo', una persona descendiente de la mezcla de europeo de rasgos caucásicos (generalmente español) con los habitantes originales del continente (o indígena amerindio). La definición fiscal virreinal española designaba como «cholo» a aquel individuo que, siendo mezcla de mestizo e indio, solo poseía un cuarto de ancestro español o blanco.

## Carácter individual o de grupo
En ciertas localidades o contextos, la palabra cholo puede tener connotación psicológica o de carácter individual, sin embargo su uso más comúnmente tiene una connotación sociológica, esto es, refleja conductas de grupo, las que a su vez, expresan idiosincrasia o estados de espíritu colectivo, más que roles o patrones individuales dentro de la estructura social.
Los cholos (tribu urbana) dan una continuidad a las manifestaciones de los sectores chicanos y mexicanos (aunque adquiriendo características propias) y en respuesta al resentimiento de clase que generó que algunos de estos grupos se radicalizaran contra el sistema estadounidense.

## Geografía del uso contemporáneo

### Sudamérica
El núcleo del uso contemporáneo del término se da en los países andinos, es decir, aquellos que se encuentran en la cordillera de los Andes. Dentro de esta área geográfica, su significado particular y connotaciones varían de acuerdo al sitio exacto y contexto en que se da.

#### Argentina
En Argentina el término se relaciona con los mestizos con un alto nivel de sangre indígena que además hablan el quechua o el aimara. Los cholos habitan al norte del país en las provincias de Jujuy y Salta.

#### Bolivia

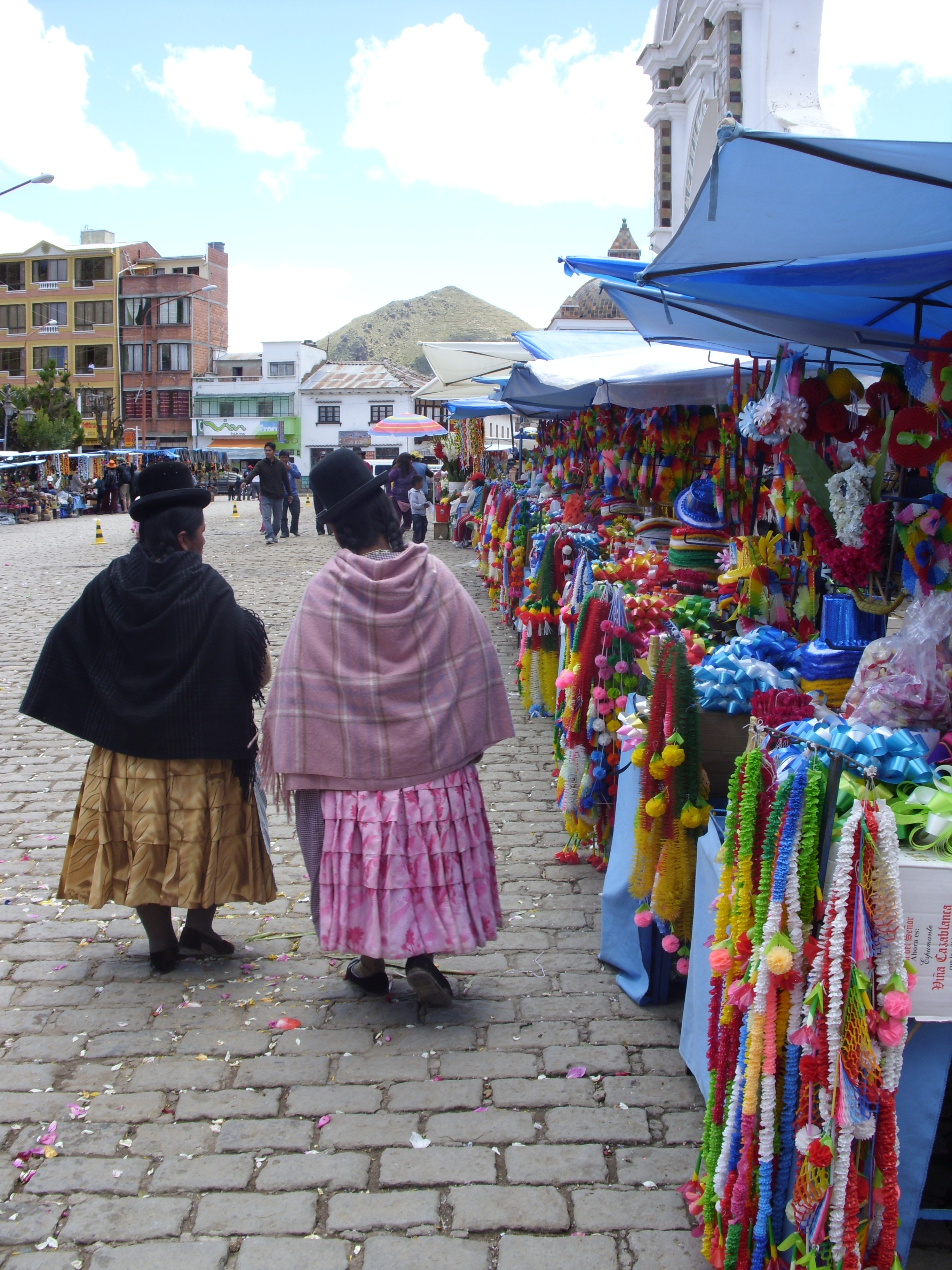
Dos mujeres bolivianas con las vestimentas tradicionales de cholas en la ciudad de Copacabana.

En Bolivia el término se utiliza para referirse a los habitantes urbanos con raíces indígenas de la zona altiplánica.
La palabra chola no tiene la misma intensidad peyorativa racista que el término cholo: la primera palabra es muy común para designar términos regionales, como sombrero de «chola paceña», vestimenta de «chola chuquisaqueña», etc. En el lenguaje popular, también se utiliza la palabra «chola» para referirse a la mujer amante de un hombre y es muy usado el término «cholero», que hace referencia a un mujeriego.
Otra acepción es la que relaciona con la persona emigrada del campo a la ciudad, que trata de adaptar o emigrar sus costumbres de origen a la nueva idiosincrasia urbana.
Como término de autoidentificación es frecuentemente usado en su forma femenina, y en su acepción masculina con carácter despectivo. El uso de estas palabras en contextos de descalificación está penada por la ley contra el racismo.

#### Chile
En Chile el vocablo «cholo, -la» es un término despectivo con que se designa a alguien de ascendencia amerindia o mestiza, y que ha llegado a generalizarse para cualquier persona originaria de Perú.

#### Colombia
En Colombia la palabra «cholo» es poco empleada. En ocasiones se usa para referirse a personas de rasgos indígenas.

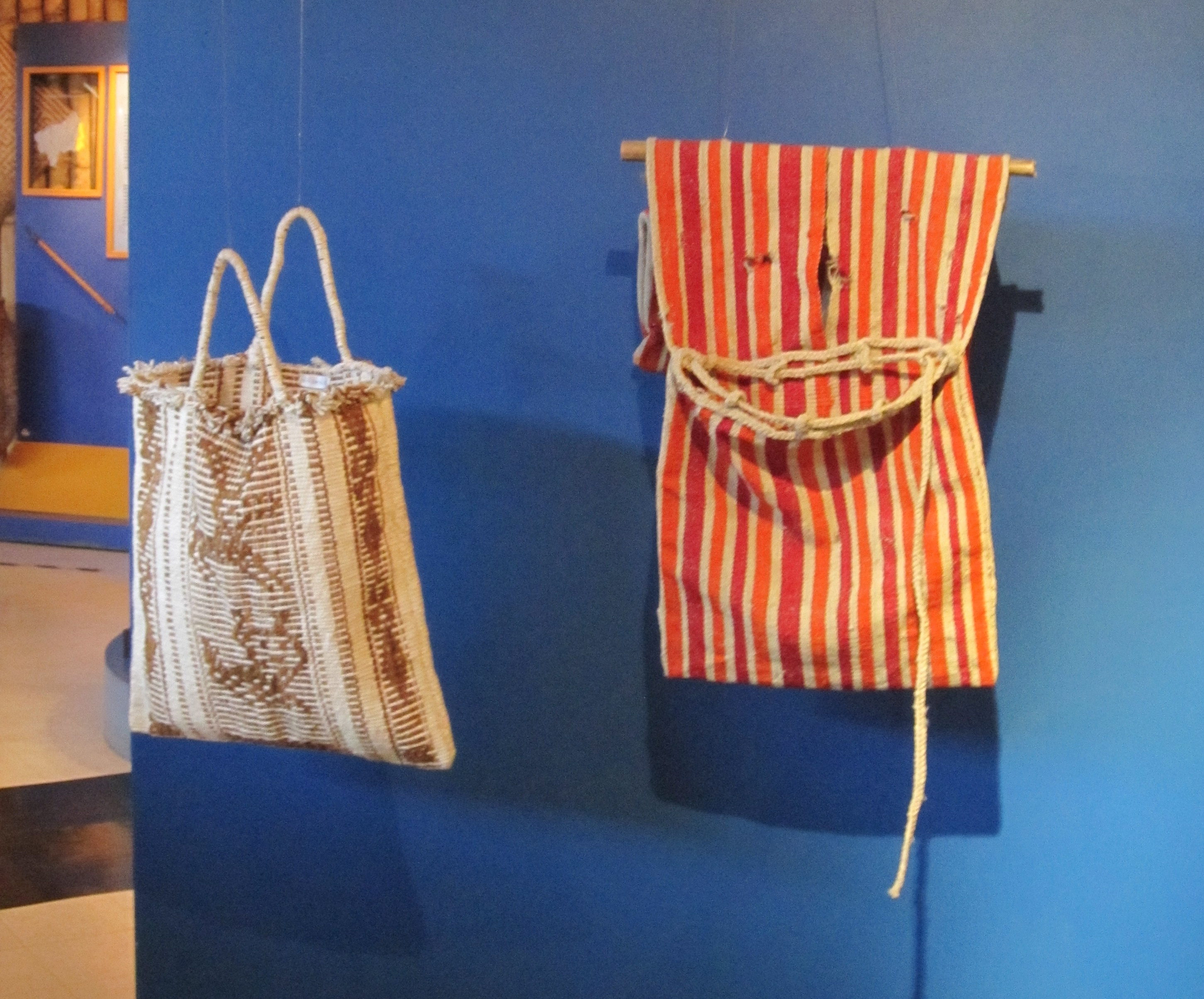
Bolsas de "cholos pescadores" de Ecuador.

#### Ecuador
El cholo ecuatoriano es un grupo pescador campesino tradicional de Ecuador.  En Guayaquil (región costeña), por ejemplo, «cholo» se usa para referirse a los nativos de la parte más costeña del país (tal como Playas en la provincia del Guayas o los habitantes de la Provincia de Santa Elena) o quienes parecen serlo basados en su fisonomía. También se usa frecuentemente para referirse a alguien que tiene una actitud vulgar, mal vestir, pobre educación, de procedencia pobre, etc., y a quienes tratan de escalar posiciones sociales, pero que no logran ocultar sus orígenes. Además lo "cholo" ha sido fuente de inspiración literaria frecuentemente en este país que se enfocaba en los tópicos sociales. El libro más recordado es Los que se van, una colección de cuentos de los guayaquileños Demetrio Aguilera Malta (1909-1981), Joaquín Gallegos Lara (1911-1947) y Enrique Gil Gilbert (1912-1973); los cuales, junto a José de la Cuadra (1903-1941) y Alfredo Pareja Diezcanseco (1908-1993), formaron el llamado Grupo de Guayaquil. Todos estos escritores se caracterizaron por mostrar la realidad del cholo ecuatoriano y montubio tal y como era (con jergas populares, palabras vulgares, escenas fuertes, etc). 
Además, en el austro de Ecuador, el término «cholo»  se usa para señalar a los mestizos y más que todo a aquellos que viven en la zona rural y se dedican a la agricultura. Esto se debe a que en esta región no hubo una presencia indígena como en la sierra centro norte que gira alrededor de la ciudad de Quito. En la provincia del Azuay, cuya capital es Cuenca —una de las ciudades más importantes del país— se elige cada año a "La Chola Cuencana", dentro de las señoritas representantes de cada parroquia. Dicha elección es parte de las fiestas de independencia de la ciudad y la ganadora tiene que ser aquella que demuestre mejor conocimiento de la cultura azuaya, así como belleza y encanto. El traje de chola cuencana se elabora finamente y forma parte del mismo, el famoso sombrero de paja toquilla internacionalmente apreciado, también se conoce como Sombrero Panamá. 

#### Perú
En Perú el término «cholo» se sigue usando con un tono fuertemente discriminatorio y racista; sin embargo, cada vez es más creciente denominarse a sí mismo «cholo» como signo de identidad nacional y orgullo de tener sangre española e indígena.
Según las fuentes, de acuerdo al censo peruano de 2017 la población peruana se divide etnográficamente en mestizos: 60.2 %, descendientes quechuas: 22.3 %, blancos: 5.9 %, afrodescendientes: 3.6 %, descendientes aimaras: 2.4 % y otros: 5.6 %; otras fuentes señalan los siguientes porcentajes: mestizos, 47 %; indígenas, 32 %; blancos, 18,5 %; negros, 2 %; y asiáticos, 0,5 %. Y según estudios a nivel nacional la demografía y etnografía de la población peruana se divide en mestizos: 48 %, blancos: 20%, amerindios: 12 %; principalmente de la etnia quechua, población negra: 10 % y el segmento asiático de origen chino y japonés con el 10 %.
Si bien no se puede decir que el uso del término carezca de alguna connotación negativa, esta puede variar de muy reducida a severamente denigrante y depende mucho del tono y del contexto, así como de quién la utiliza o a quién se dirige. En Lima, palabra «cholo» está relacionada con lo serrano o lo andino, este término es común emplearlo como insulto seguido de una palabra ofensiva. «¡Eres un cholo de m***!, ¡soy más que tú!»
En los departamentos de La Libertad, Lambayeque, Piura y Tumbes, se les dice «cholo» a los amigos como muestra de cariño.[cita requerida] En la sierra de los departamentos de Áncash y La Libertad, la locución quechua allish cholu ha significado 'buen joven' o 'buen hombre' durante siglos.

### América Central

#### Costa Rica
En el Valle Central de Costa Rica, el término tiene una connotación negativa, variando según el contexto en que se utilice la palabra "cholo". Muchas veces se utiliza para describir a alguien o algo desubicado o irrelevante en una situación específica. La expresión se utiliza como amonestación social para describir a alguien pretencioso o con una actitud fuera de tono (Mae, no podés ser tan cholo). Con el tiempo el término perdió cualquier relevancia al aspecto étnico o racial de las personas y se utiliza más como sinónimo de polo, otra expresión costarricense que connota algo pasado de moda o desalineado. Entre las generaciones de costarricenses nacidos después de la década de los 1980s la segregación y racismo son más aislados, gracias al reconocimiento de la gran diversidad étnica presente en esta nación centroamericana. Cholo también se asocia a las pandillas presentes en el Norte de Centroamérica, México y Estados Unidos. En la escena musical alternativa costarricense se le llama cholo-metal a los jóvenes, la mayoría adolescentes, seguidores de bandas nórdicas/escandinavas, que visten de negro y gabardinas de cuero en medio del Trópico en que se encuentra ubicada Costa Rica.

#### Panamá
En Panamá, al igual que en Sudamérica, el término se refiere a las personas de ascendencia amerindia que han asimilado o están en el proceso de asimilación de la cultura "criolla", pero que aún conservan costumbres rudas. También se refiere a los rasgos propios de la etnia amerindia (cabellos cholos, espalda de cholo, cara de cholo, etc.). Según el contexto en que se diga puede ser un término de corte despectivo (ejemplo: se emborrachó como un cholo, así se enamoran los cholos) o de elogio alusivo a los rasgos amerindios de una persona. A finales del siglo XIX y primeras décadas del XX, se conocía como cholos a los campesinos de los pueblos de las áreas montañosas del centro del país, formados en su mayoría por indígenas o mestizos que habían sido asimilados a la cultura hispánica. En su conjunto, se les llamaba "la cholada", la cual fue protagónica en la Guerra de los mil días, cuando apoyaron, bajo el liderazgo de Victoriano Lorenzo, al bando liberal. Como ejemplo de uso del término en Panamá, véase Roberto Durán.

### Norteamérica

#### Estados Unidos
Actualmente, en los Estados Unidos, esta palabra tiene una connotación negativa y se usa para denominar una persona, típicamente joven, asociada con pandillas latinas y portadora de ciertos atuendos, como pantalones muy sueltos, una camiseta blanca bajo una camisa muy bien planchada con solo el botón del cuello abrochado, tenis o zapatos. Una imagen, aunque distinta y por lo mismo mal vista por la mayoría de la gente, relativamente o muy pulcra.
Los cholos en los Estados Unidos surgen (entre otras características) a raíz de diversas luchas de identidad y representación colectiva (siguiendo la tradición del pachuco) en la sociedad norteamericana que les dio sentido y que a la fecha los mantiene en la sociedad de aquel país y también en México, buscando en la actualidad otros mecanismos de subsistencia que los mantengan dentro de la comunidad.

#### México
Al igual que en los Estados Unidos, se emplea para designar a aquellos individuos —generalmente pandilleros o pertenecientes a grupos delictivos— que hablan spanglish. La forma de vestir también les caracteriza, tomando rasgos principalmente de los pachucos, así como también las manifestaciones culturales plasmadas en garabatos o grafiti, en el que expresan temas de su vida cotidiana y de su cultura. En dichos murales se pueden observar figuras de la historia y de la cultura nacional mexicana como la virgen de Guadalupe, los aztecas y caudillos de la Revolución mexicana como Zapata y Villa, esta misma expresión se lleva también en el cuerpo en forma de tatuajes.